# Vicia ferreirensis
Vicia ferreirensis är en ärtväxtart som beskrevs av Goyder. Vicia ferreirensis ingår i släktet vickrar, och familjen ärtväxter. IUCN kategoriserar arten globalt som akut hotad. Inga underarter finns listade i Catalogue of Life.